# Третій Сєверний
Тре́тій Сє́верний (рос. Третий Северный) — селище у складі Сєвероуральського міського округу Свердловської області.
Населення — 1837 осіб (2010, 2163 у 2002).
До 12 жовтня 2004 року селище мало статус селища міського типу.